# Plounévez-Moëdec
 Plounévez-Moëdec  (en bretón Plounevez-Moedeg) es una población y comuna francesa, situada en la región de Bretaña, departamento de Côtes-d'Armor, en el distrito de Lannion y cantón de Plouaret.

## Demografía
| 2210 | 2066 | 1890 | 1641 | 1482 | 1347 | 1413 |
| Para los censos de 1962 a 1999 la población legal corresponde a la población sin duplicidades (Fuente: INSEE [Consultar]) |      |      |      |      |      |      |